# Jean-Luc Lambourde
Pour les articles homonymes, voir Lambourde.
Jean-Luc Lambourde, né le 10 avril 1980, est un joueur de football français, évoluant au poste de milieu de terrain.
Il est le cousin de Bernard Lambourde (1971-), également footballeur.

## Palmarès

### Compétition nationale
- Coupe de Guadeloupe (1):

Amical: 2006